# Histaspes (seguidor de Zoroastro)
Histaspes, versão helenizada do nome persa Vištāspa, foi um rei medo, seguidor de Zoroastro ou Zaratustra, citado no livro religioso-poético masdeísta, o Gatas, de autoria do próprio Zoroastro, como uma espécie de mestre-poeta.

## Versão greco-romana
Segundo Lactâncio, Histaspes era um antigo rei dos Medas ou Medos, sendo o rio Histaspes derivado do seu nome. Ele, a partir de um sonho de um menino, profetizou, bem antes da fundação de Roma pelos troianos, que o Império Romano cairia. Histaspes também havia previsto que, no fim dos tempos, os piedosos e fiéis, sendo separados dos perversos, implorariam aos céus, pedindo a proteção de Júpiter, e este ouviria suas súplicas, e destruiria os perversos; segundo Lactâncio, foram os demônios que alteraram o registro da profecia de Histaspes, atribuindo a Júpiter o que Deus fará.